# Назва Албанії та албанців
Сучасні назви Албанії та албанців є екзонімами, які використовують у більшості європейських мов. Натомість ендонімами є «Шкиперія» (алб. Shqipëria) та «шкипетари» (алб. shqipëtar), які використовують самі албанці. Походження обох груп назв є неясним та предметом дискусій мовознавців та політиків.
Традиційна версія, прийнята в албанському суспільстві, виводить самоназву Шкиперія з легенди про орла. У цій легенді оповідається про юнака, який врятував яйце орла від змії, а натомість орел відкрив йому всі таємниці орлів, назвавши юнака та його народ «дітьми орлів». Утім дослідники прослідковують у легенді відголоски тотемізму та вважають мовний зв'язок з назвою малоймовірним.
Французький дослідник Віктор Мальте-Брун вважав, що самоназва походить від слова «skipos» — «меч». Інший французький історик Ежен Хатін зводив походження до дієслова «алб. më shqyptue», «говорити», тоді «алб. shqipëtar» означає «мовець», «людина мови», «той, хто мовить». Утім самоназва «шкипетари» вперше з'явилася лише в XVII столітті. Натомість хорватський історик Мілан Шуфлай указував, що «Schapudar», «Schepudar» та «Schapudar» були поширеним родовим іменем на півночі сучасної Албанії в XVII столітті.
Екзонім «албанці» вперше згадується в Птолемея в II столітті до н. е.. Надалі він входить у регулярний вжиток з кінця XI століття у візантійських документах Албанців Італії традиційно називають «арбереші», у Греції «арваніти», в Османській імперії «арнаути».